# Vermessungsfuß
Der Vermessungsfuß war ein deutsches Längenmaß und wurde dezimal in 10 Zoll zu je 10 Linien geteilt. Gebraucht wurde er von Vermessungsingenieuren und Landmessern. Der Einsatz war in der Vermessungskunde die Erd- und Landvermessung (höhere Geodäsie) und Feldvermessung (niedere Geodäsie). 
Der Fuß war im Herzogtum Sachsen-Altenburg der Altenburger Elle gleich.
- 1 Rute = 10 Vermessungsfuß = 20 Baufuß
- 1 Vermessungsfuß = 251,6095 Pariser Linien = 0,567588 Meter[1]

Abweichende Maße gab es beispielsweise im Fürstentum Schwarzburg-Sondershausen.
Der Vermessungsfuß glich hier dem Leipziger Fuß mit 0,28252 Meter. Auf eine Rute rechnete man 16 Vermessungsfüße.
In Mecklenburg-Schwerin hatte eine Rute 16 Vermessungsfüße, die 129 Pariser Linie maßen, also etwa 29,0998 Zentimeter.
In Sachsen-Coburg-Gotha galt der preußische Vermessungsfuß. Sachsen-Meiningen-Hildburghausen rechneten diesen Fuß mit 134,75 Pariser Linien (303,97 Zentimeter) und 14 auf eine Rute.